# County Mayo

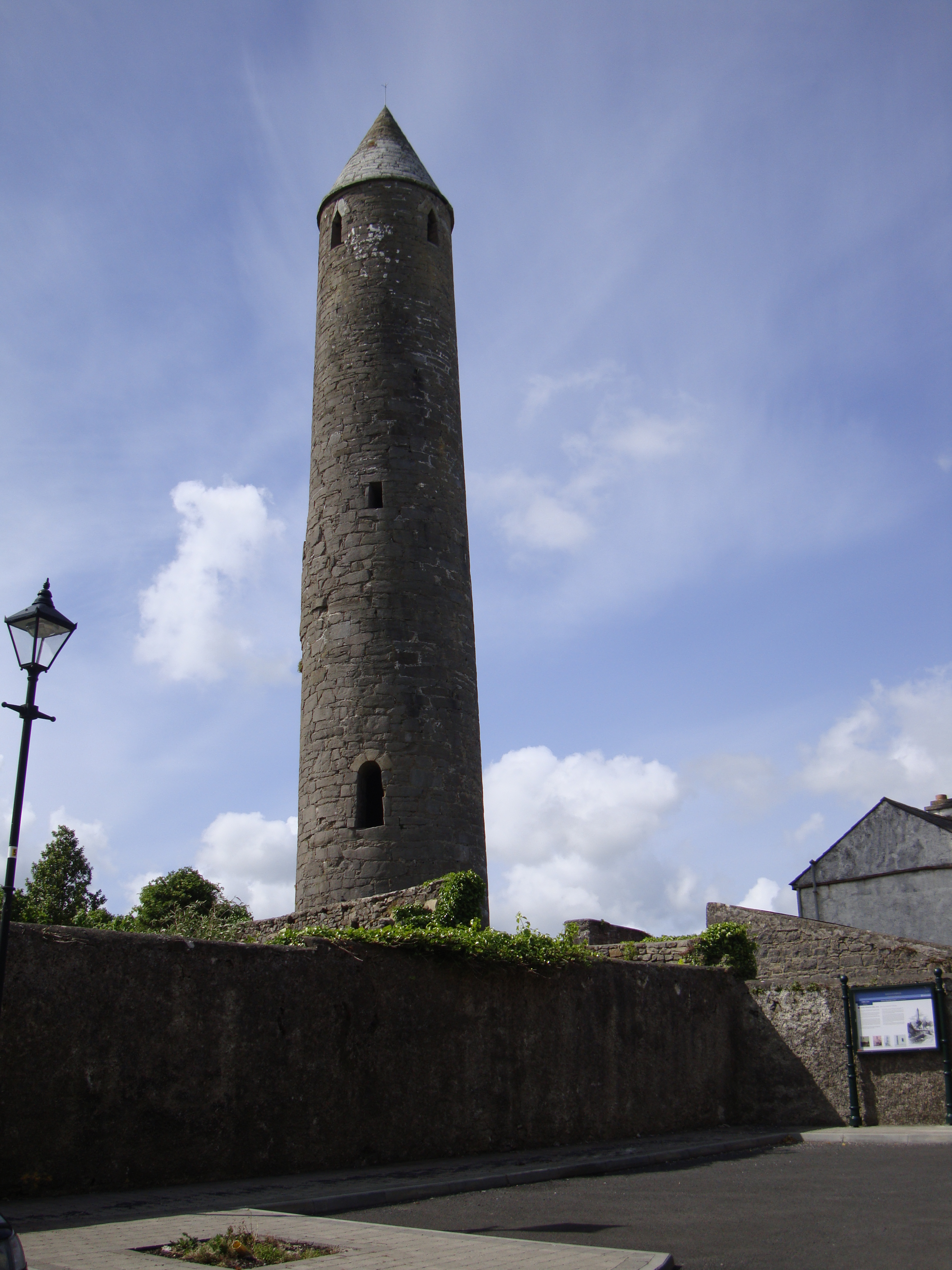
Rundturm von Killala

Das County Mayo [ˈmeʲo] (irisch Maigh Eo) liegt im Westen der Republik Irland in der Provinz Connacht. Der Name des Countys leitet sich von einem Kloster ab, das im 7. Jahrhundert von St. Colmán südlich der Ortschaft Balla gegründet wurde. Aus diesem Kloster entwickelte sich im 12. Jahrhundert eine Diözese, die später mit der von Tuam vereinigt wurde. Der irische Name bedeutet so viel wie Ebene der Eiben.

## Geografie
Mayo hat eine abwechslungsreiche Landschaft. Der Osten wird von flachem Ackerland bestimmt. Im Südwesten erstrecken sich die Partry und Mweelrea Mountains. Hier befindet sich mit dem 817 m hohen Mweelrea auch der höchste Berg Mayos. Der Nordwesten der Grafschaft, jenseits der bis zu 800 Meter hohen Bergkette Nephin Beg Range, gehört mit seinen Torfmooren zu den kärglichsten und am dünnsten besiedelten Gegenden Irlands. Die Küstenlinie wird von Buchten und vorgelagerten Inseln bestimmt. Die Clew Bay bei Westport wird auch Bucht der 365 Inseln genannt. Die größten Inseln des County sind Acaill (Achill), Clare Island und Inishturk. Acaill ist sogar die größte Insel vor der irischen Küste und durch eine Brücke mit dem Festland verbunden. Von den zahlreichen Seen Mayos sind der Loch Measca (Lough Mask) und Lough Carra im Süden sowie der Lough Conn im Nordosten die bedeutendsten.

## Geschichte

### Vorzeit
Zahlreiche archäologische Funde belegen, dass die Gegend des heutigen County schon früh besiedelt wurde. Für das 4. vorchristliche Jahrtausend sind Siedlungen von Ackerbauern und Viehhaltern belegt. Die bedeutendste Fundstätte ihrer Art ist Céide Fields an der Nordküste. Als sich seit etwa 3.000 v. Chr. die heutigen Torfmoore zu bilden begannen, mussten diese Siedlungen nach und nach aufgegeben werden. Die Feldergrenzen sind aber noch deutlich erkennbar.

### Christianisierung

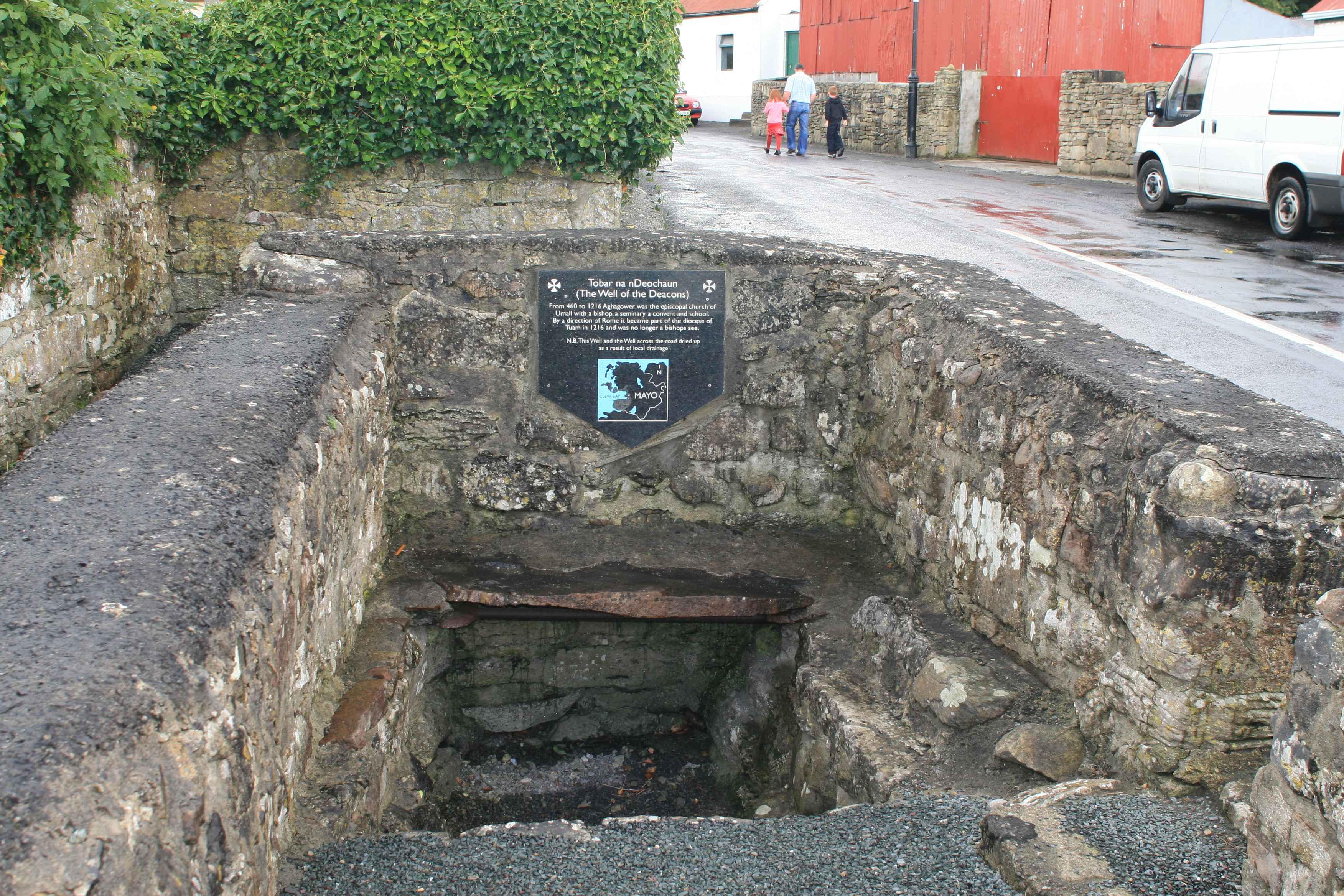
Auf den heiligen Patrick zurückgehende Taufstätte an dem von ihm gegründeten und bis 1216 fortbestehenden Bischofssitz in Aghagower

Ab dem 5. Jahrhundert kam das Christentum in den Nordwesten Irlands. Angeblich hat auch der heilige Patrick eine Zeitlang in der Gegend missioniert. Im Jahr 441 soll er der Legende nach auf dem Croagh Patrick 40 Tage lang gefastet haben. Von der Mitte des 5. Jahrhunderts an ist eine Reihe von kirchlichen Niederlassungen belegt, von denen einige in den nächsten Jahrhunderten zu Bedeutung gelangten (Mayo bei Balla, Aghagower, Killala und Turlough). Seit Anfang des 9. Jahrhunderts wurden diese Klöster wiederholt von Wikingern überfallen.

### Unter anglo-normannischer Herrschaft

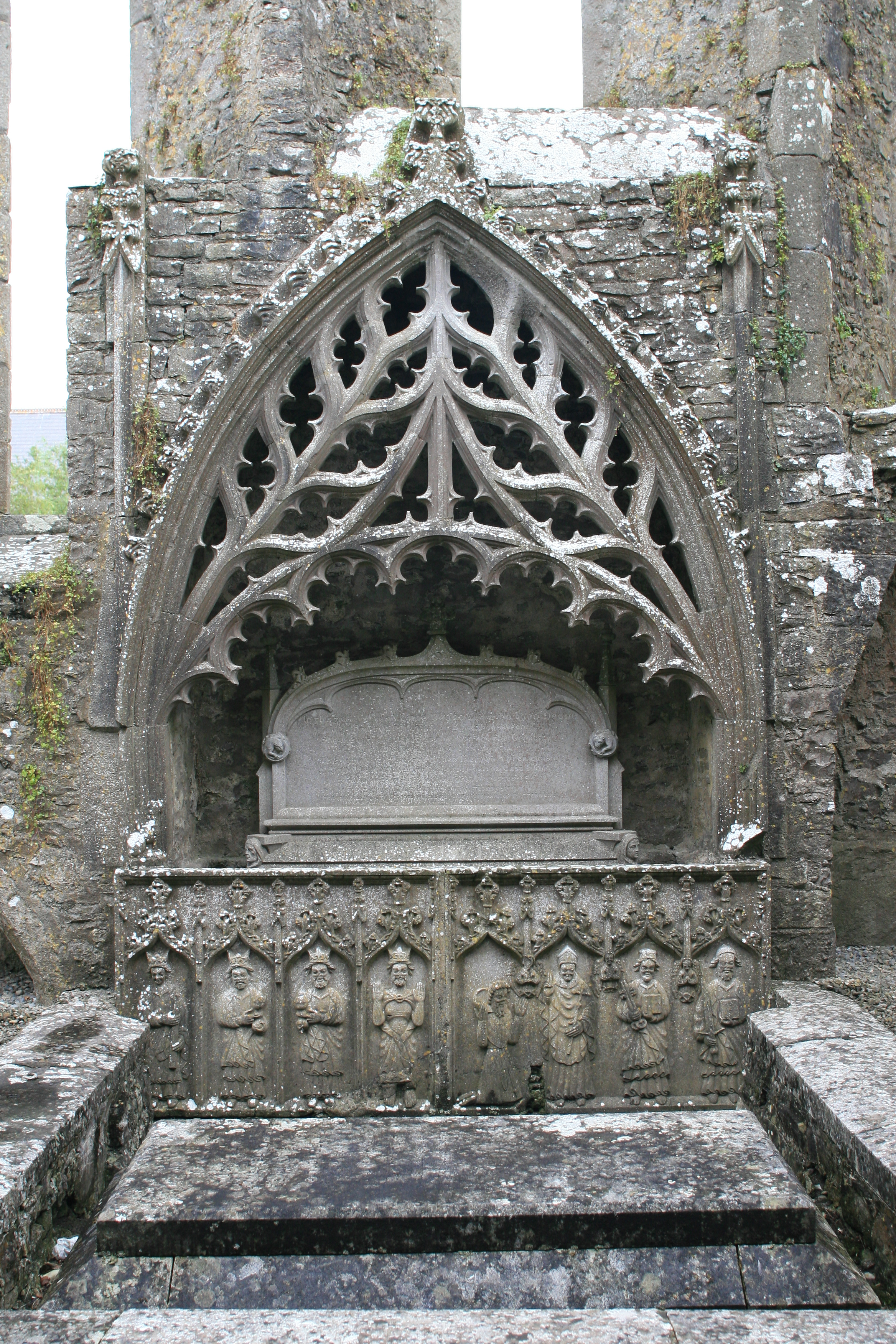
Reich verzierte gotische Grabstätte aus der Mitte des 15. Jahrhunderts im Kloster Strade dokumentiert die handwerkliche Kunst

Im Jahr 1152 wurde auf der Synode von Kells die Diözese Mayo eingerichtet, die die heutige Grafschaft sowie einige angrenzende Gebiete umfasste. Ab 1235 kam Mayo durch den Eroberungsfeldzug von Richard de Burgh unter normannische Herrschaft und die heimischen Clans, allen voran die O’Connors, verloren an Bedeutung. Unter den neuen Herren wurden in der Folgezeit eine Reihe von Klöstern gegründet. Das erste wurde, wahrscheinlich zwischen 1240 und 1250, in Strade von den Franziskanern gegründet, das allerdings 1253 an die Dominikaner überging. Weitere bedeutende Gründungen waren Rathfran (1274, Dominikaner), die Karmeliterklöster Ballinasmale (um 1288) und Burriscarra (1298), sowie die Augustinerhäuser Ballinrobe (um 1312) und Ballyhaunis (ca. 1430). Diese Klöster wurden im 16. Jahrhundert aufgelöst und verfielen. Von den meisten existieren heute bestenfalls noch Ruinen.
In der Mitte des 16. Jahrhunderts begannen sich die Engländer stärker in die Rivalitäten und Kämpfe der lokalen Familien einzumischen, um sie der Zentralmacht zu unterwerfen. Bis zum Ende der 1560er Jahre hatten sich die örtlichen Herrscher den Vertretern der englischen Krone in Irland unterworfen. Im Jahr 1570 wurde das County Mayo in seinen heutigen Grenzen gegründet. Es kam in den folgenden Jahren zwar immer wieder zu kleineren Rebellionen; die englische Herrschaft konnte allerdings nicht mehr gefährdet werden. Im 17. Jahrhundert wurde Mayo immer mehr zu einem Rückzugsgebiet von Siedlern, die die Engländer aus anderen Landesteilen vertrieben hatten. Das Motto To hell or to Connacht hat in dieser Zeit seinen Ursprung.

### Die Rebellion von 1798
Im Jahre 1798 spielte Mayo während der Rebellion der United Irishmen eine Hauptrolle. Am 22. August 1798 landete der französische General Joseph Humbert mit ungefähr 1100 Mann in der Killala Bay, um die Aufständischen zu unterstützen. Nachdem das Expeditionskorps Killala und Ballina eingenommen hatte, marschierte es nach Castlebar. Hier befand sich eine britische Garnison. Diese wurde nach kurzem Kampf in die Flucht geschlagen und musste sich nach Tuam zurückziehen. Unter dem Schutz der Franzosen etablierte sich eine kurzlebige Republik Connacht unter einem gewissen John Moore als Präsidenten. Humbert war klar, dass er sich auf Dauer ohne Unterstützung nicht würde behaupten können. Da keine Verstärkungen von außerhalb zu erwarten waren, entschloss er sich nach einigen Wochen weiter ins Landesinnere zu marschieren, um sich dort mit einheimischen Aufständischen zusammenzuschließen. In der Nähe von Longford wurde er von überlegenen britischen Kräften geschlagen und gefangen genommen. Die Rebellen in Mayo waren den einrückenden britischen Truppen nicht gewachsen. Die meisten fielen im Kampf oder wurden in den folgenden Wochen hingerichtet.

### Die Große Hungersnot und Emigration
Von der Großen Hungersnot in den Jahren 1845–1849 war Mayo besonders schwer betroffen, da hier 90 Prozent der Bevölkerung auf die Kartoffel als Grundnahrungsmittel angewiesen waren. Man schätzt, dass während der Hungersnot etwa ein Viertel der Bevölkerung ums Leben kam. Der Hungersnot folgte die Massenemigration, so dass die Bevölkerungszahl von offiziell 389.000 im Jahr 1841 auf 275.000 (1851) fiel. In den folgenden 100 Jahren fiel die Zahl der Einwohner durch Emigration immer weiter und erreichte in den 1970er Jahren mit 109.000 Bewohnern einen Tiefpunkt. Danach setzte eine Erholung ein, sodass 2016 bei der Volkszählung 130.000 Personen gezählt wurden.

### Land War und Land League
Im Jahr 1879 war Mayo die Keimzelle der Land League, deren Ziel eine Reduzierung der Pachten und eine Landreform waren. Ihr Gründer Michael Davitt wurde 1846 in der Ortschaft Strade, als Sohn eines kleinen Landpächters, geboren und 1850 mit seiner Familie von dort vertrieben. Eine Kundgebung mit mehreren tausend Teilnehmern am 20. April 1879 in Irishtown, im Südosten von Mayo, gilt als Beginn des sogenannten Land War. Am 16. August 1879 rief Davitt in Castlebar die National Land League of Mayo ins Leben, die wenig später in der Irish National League aufging. Mayo war ein Schwerpunkt des Land War. Eine der bekanntesten Aktionen richtete sich im Jahr 1880 gegen Charles Cunningham Boycott, den Verwalter eines Gutes am Ostufer des Lough Mask. Es gelang den Pächtern, ihn durch gewaltlose Protestmaßnahmen zur Rückkehr nach England zu zwingen. Der Initiator der Aktion, ein örtlicher Priester namens John O’Malley gebrauchte als Erster die Bezeichnung Boykott für diese Art des Protestes, die sich schließlich weltweit etablierte. In den nächsten 30 Jahren wurden dann eine Reihe von Gesetzen erlassen, die es den Pächtern schließlich ermöglichten, das Land zu günstigen Konditionen zu erwerben.

## Wirtschaft
In der Landwirtschaft herrschen Schaf- und Rinderzucht sowie der Anbau von Gerste und Kartoffeln vor. Lange Zeit hat es hier auch eine bedeutende Torfstechertradition gegeben. In vielen Gegenden wird der Torf immer noch zum Heizen verwendet. Im Osten liegt der internationale Flughafen Knock.

## Politik
Die Sitzverteilung im Mayo County Council nach der Kommunalwahl im Juni 2024 ist:
| Partei      | Sitze |
| ----------- | ----- |
| Fine Gael   | 10    |
| Fianna Fáil | 10    |
| Sinn Féin   | 1     |
| Unabhängige | 9     |

Bei den Wahlen in das irische Parlament (Dáil Éireann) wurden im November 2024 in Mayo fünf Abgeordnete gewählt
| Partei      | Sitze |
| ----------- | ----- |
| Fine Gael   | 2     |
| Fianna Fáil | 1     |
| Sinn Féin   | 1     |
| Unabhängige | 1     |

## Sehenswürdigkeiten

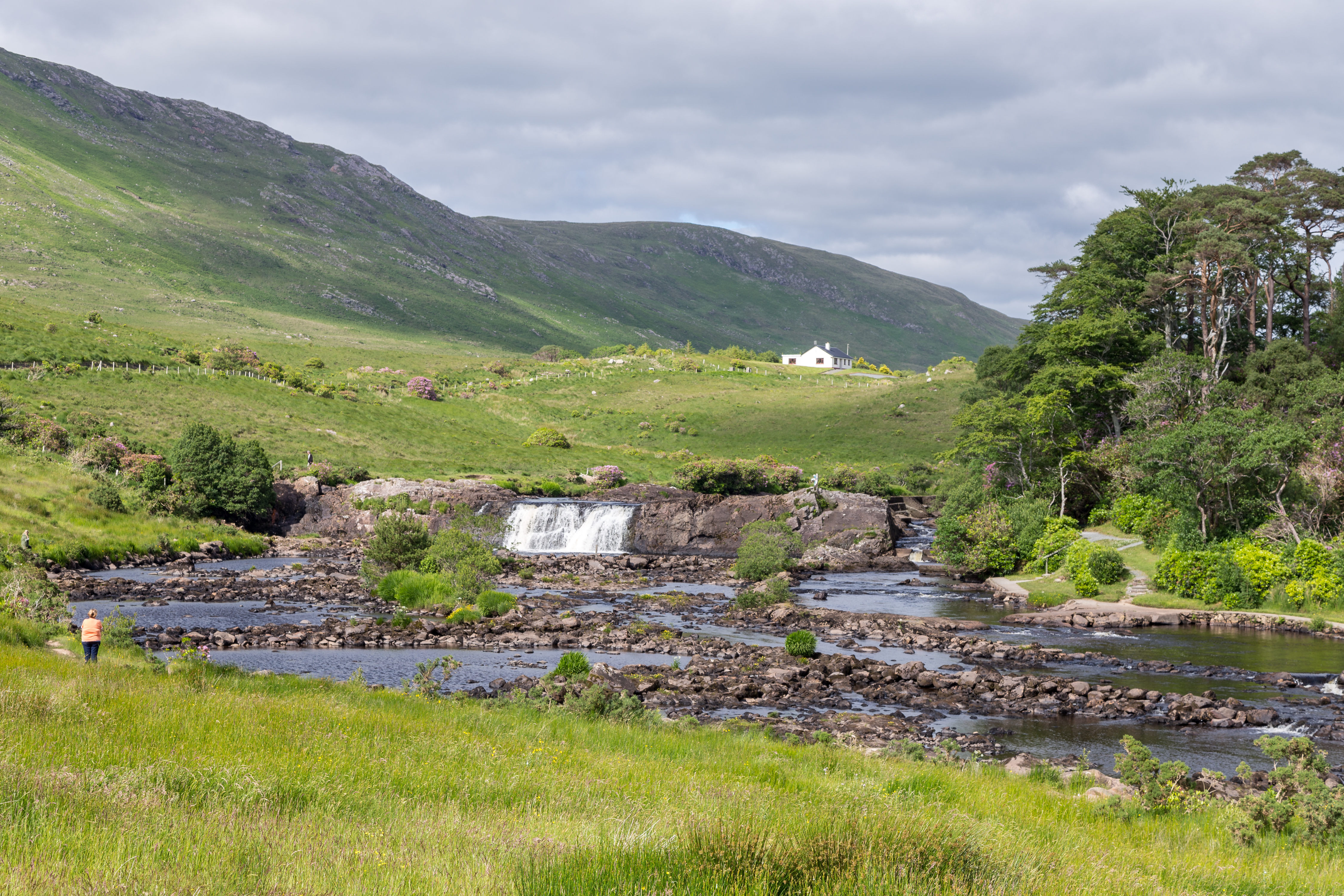
Die Aasleagh-Fälle, auch Filmkulisse für The Field: einer der in Irland seltenen Wasserfälle

- Die vorzeitlichen Denkmäler: Alliemore, Ballyglass, Behy, Breastagh, Carrowcrom, Cartronmacmanus, Castlehill, Dolmen of the Four Maols, Drumcollagh, Keel East, Prebaun, Rathfran und Srahwee sowie die Steinkreise von Dooncarton, Glebe und Rosdoagh. Außerdem die Menhire von Murrisk.
- Die diversen Castles (Cantron, Carrickkildavnet, Mace und Rockfleet); Kirchen (An Fál Mór, Ballintubber, Burriscarra) und Klöster (Burrishoole, Cong, Cross, Moyne, Strade, Rathfran und Rosserk, Kloster Strade, Kloster Turlough); Menhire (Doonfeeny); Oghamsteine (Breastagh) und die Rundtürme von Aghagower, Balla, Killala mit Souterrain, Turlough und Meelick.
- Acaill (Achill), eine (per Brücke mit dem Festland verbundene) Insel im Westen, bekannt für ihre wilde, ursprüngliche Landschaft.
- Caher Island Cross-Slabs und Kloster
- Church Island Kloster
- Clare Island mit Kirche und Castle. Die Insel ist nur per Privatinitiative und Boot erreichbar.
- Der Croagh Patrick südwestlich von Westport. Auf dem Berg soll der Heilige Patrick 40 Tage lang gefastet haben und so den lokalen Herrscher von der Überlegenheit des Christentums überzeugt haben. In Murrisk startet dort an jedem letzten Sonntag im Juli eine große Pilgerwanderung.
- Die Ortschaft Cong mit dem Ashford Castle und der Cong Abbey.
- Die Aasleagh Falls
- Der Marienwallfahrtsort Knock

## Persönlichkeiten
Der deutsche Schriftsteller und Nobelpreisträger Heinrich Böll wohnte ab der Mitte der 1950er Jahre in Dugort auf Acaill. Das Ferienhaus (Cottage) Heinrich Bölls wird seit 1992 als Gästehaus für irische und internationale Künstler genutzt. Diese Arbeit wird gewährleistet in Kooperation mit dem Mayo Co. Council, der Familie Böll und der Heinrich-Böll-Association auf Acaill.
- Grace O’Malley (Gráinne Ní Mháille) (ca. 1530–ca. 1603), irische Piratin und Gegenspielerin von Elisabeth I.
- Michael Davitt (1846–1906), Begründer der Irish National League
- Joseph Lenehan (1916–1981), Politiker
- Charles J. Haughey (1925–2006), ehemaliger Taoiseach (irischer Premierminister)
- Michael J. Cleary (1925–2020), römisch-katholischer Bischof von Banjul in Gambia
- Michael Browne (1930–2008), Politiker
- Mary Robinson (* 1944), ehemalige Staatspräsidentin Irlands
- Enda Kenny (* 1951), ehemaliger Taoiseach